# Аппиньяно-дель-Тронто
Аппиньяно-дель-Тронто (итал. Appignano del Tronto) — город в Италии, расположен в регионе Марке, подчинён административному центру Асколи-Пичено (провинция).
Население составляет 1977 человек, плотность населения составляет 90 чел./км². Занимает площадь 22 км². Почтовый индекс — 63042. Телефонный код — 00736.
Покровителем коммуны почитается святой Георгий, празднование 23 апреля.